# علف بره (سرده)
فستوکا گوسفندی (نام علمی: Festuca ovina) گونهای از گندمیان بومی اوراسیا و آمریکای شمالی است که به‌دلیل مقاومت به خشکی و خاک‌های فقیر، در طراحی اکوسیستم‌های پایدار و فضای سبز شهری کاربرد گسترده‌ای دارد.

## طبقه‌بندی علمی
خانواده
گندمیان (Poaceae)  
زیرخانواده
Pooideae  
تبار
Poeae  
زیرتبار
Loliinae  
عدد کروموزومی
۲n = ۱۴، ۲۸، ۴۲ (پلی‌پلوئیدی شایع)

## ریخت‌شناسی
برگ: باریک (۰.۳–۰.۵ میلی‌متر)، سوزنی‌شکل، به رنگ آبی-خاکستری با پوشش مومی (کوتیکول ضخیم).  
گل‌آذین: خوشه‌ای پانیکول به طول ۵–۱۵ سانتیمتر، با سنبلچه‌های ۳–۸ گلچه.  
میوه: سماره کشیده (۲–۳ میلی‌متر) با ریشک کوتاه.  
ریشه: فیبری و عمیق (تا ۱ متر)، سازگار با خاک‌های کم‌عمق.

## پراکندگی و اکولوژی
این گونه در زیستگاه‌های زیر یافت می‌شود:  
- **اروپا**: مراتع آلپی تا جنگل‌های مخروطی اسکاندیناوی.
- **آسیا**: استپ‌های مرکزی ایران، کوهستان‌های هیمالیا.
- **آمریکای شمالی**: مراتع خشک کوه راکی.

شرایط بهینه:  
- **ارتفاع**: ۰–۳۰۰۰ متر از سطح دریا.
- **بارندگی**: ۲۰۰–۸۰۰ میلی‌متر سالانه.
- **pH خاک**: ۵.۵–۷.۵.[۴]

## کاربردها

### کشاورزی
علوفه: ارزش غذایی متوسط (پروتئین خام: ۸–۱۲٪)، مناسب برای گوسفندان.  
احیای مراتع: مقاومت به چرای شدید و تحمل شوری نسبی.

### محیط زیست
تثبیت خاک: کاهش فرسایش بادی در مناطق خشک.  
جذب کربن: ترسیب سالانه ۰.۵–۱ تن کربن در هکتار.

### تزئینی
پوشش زمین: در طراحی باغ‌های خشک‌منظر (Xeriscaping).  
گونه‌های پرورشی: نظیر 'Elijah Blue' برای رنگ آبی متالیک.

## تهدیدات و حفاظت
تغییرات اقلیمی: کاهش بارش در مناطق مدیترانه‌ای.  
رقابت با گونه‌های مهاجم: نظیر Bromus tectorum.  
وضعیت حفاظتی: کمترین نگرانی (LC) در فهرست IUCN.